# Éric Baudelaire
Eric Baudelaire (Salt Lake City, 1973) és un artista estatunidenc resident a París.

## Biografia
Es va formar en ciències polítiques a la Brown University, on es va especialitzar en conflictes de l'Orient Mitjà. Quan, el 2002, es va traslladar a París, va col·laborar com a fotògraf a Les Inrockuptibles i Libération. L'any 2005 va rebre el premi de la Fondation HSBC de fotografia i va publicar el llibre États imaginés, que recuperava el silenci històric sobre l'estat caucàsic d'Abkhàzia. Des de llavors treballa amb diferents formats visuals, com el vídeo, la fotografia, l'estampa o la instal·lació, per investigar la relació entre imatge i esdeveniment, document i narració. Partint de material d'arxiu i a cavall entre el gènere documental, la ficció narrativa i la construcció d'un arxiu històric, analitza el poder de la imatge en un món sobresaturat d'imatges. Imatge i identitat, memòria col·lectiva i ideologia, silencis i hiatus històrics són alguns dels seus àmbits d'interès.
Ha presentat exposicions individuals al Musée de la Photographie de Charleroi a Bèlgica (2007), al Hammer Museum de Los Angeles (2010), al Beirut Art Center (2013) i al Bergen Kunsthall de Noruega (2014), entre d'altres. Ha participat en la Biennal de Taipei (2012). La seva obra es troba en col·leccions com la del Whitney Museum of American Art de Nova York, el Centre Pompidou de París, el FRAC Auvergne de Clermont-Ferrand i el Museu d'Art Contemporani de Barcelona (MACBA), entre d'altres.